# جيهان عفيفي
جيهان عفيفي (توفيت يوم 2 ديسمبر 2019)، هي إعلامية مصرية. قدمت برامج، وأهمها برنامج «سكوب» على شاشة قناة "LTC"، الذي يهتم بمناقشة القضايا التي يتعرض لها المجتمع.

## وفاتها
توفيت يوم الإثنين 2 ديسمبر 2019 بعد تعرضها لأزمة صحية نقلت على إثرها لأحد المستشفيات، واستمرت معاناتها لأكثر من أسبوعين حتى وافتها المنية.